# Schwabinger Tor (Stadtquartier)

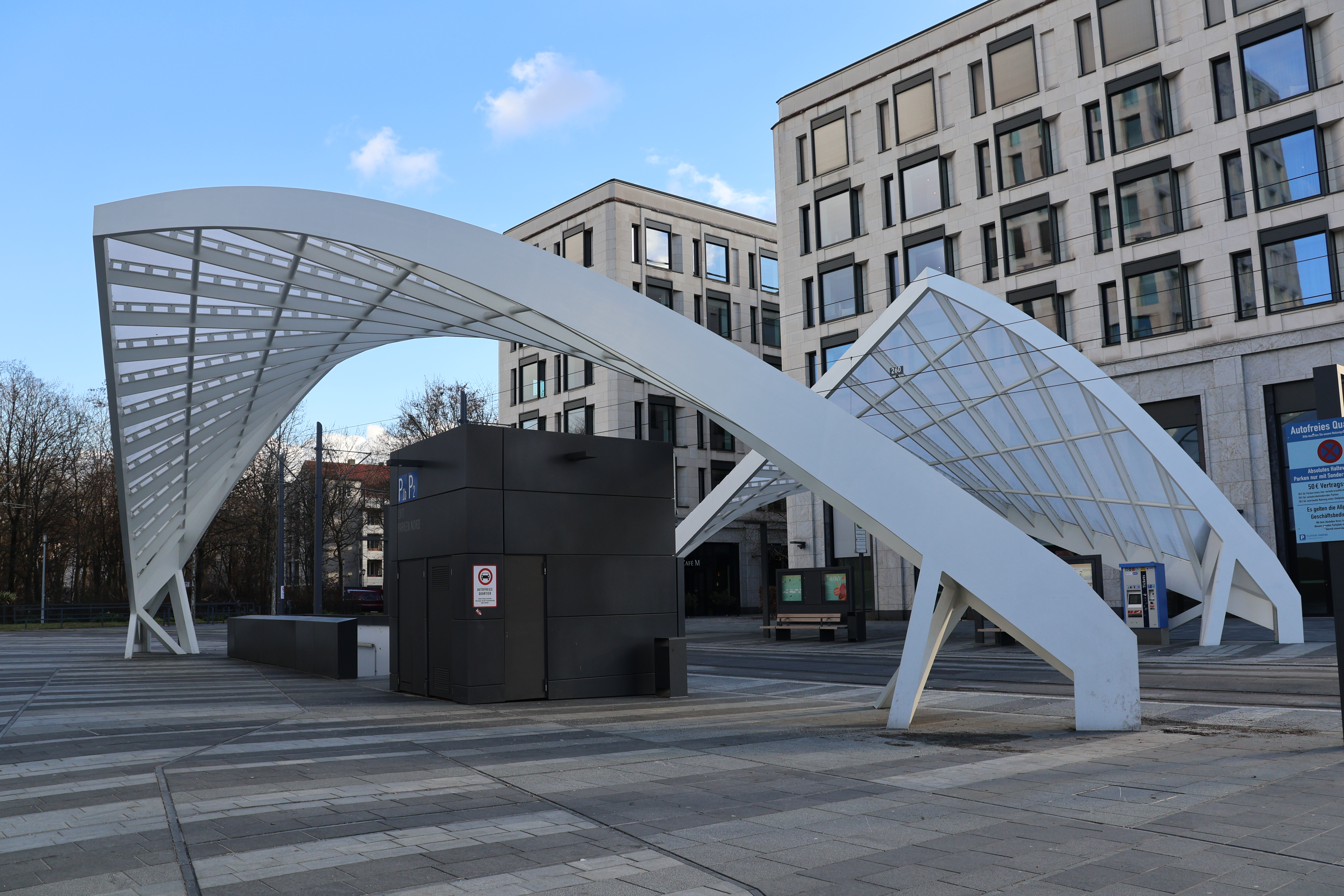
Straßenbahnhaltestelle Schwabinger Tor (2023)

Das Schwabinger Tor ist ein Stadtquartier im Münchner Stadtbezirk Schwabing-Freimann – Bezirksteil Münchner Freiheit, ein modernes Großstadt-Quartier mit hoher Baudichte, einem in das Untergeschoss verlagerten Autoverkehr und einer digitalisierten Nachbarschaft.

## Beschreibung
Ein 4,2 Hektar großes Gelände östlich der Leopoldstraße und nördlich der Johann-Fichte-Straße wurde in Abschnitten bis 2017 mit neun Gebäuden bebaut, die insgesamt 89.000 Quadratmeter Nutzfläche zuzüglich 70.000 Quadratmeter in zwei Tiefgeschossen umfassen. Das gesamte Areal wurde autofrei konzipiert. Im nördlichen Teil kreuzt die Straßenbahnlinie 23 das Gelände. Das Schwabinger Tor wird durch eine neue Haltestelle gleichen Namens an die Tramlinie angebunden. Eines der Gebäude im neuen Stadtquartier wurde als 14-geschossiges Hotel mit rund 320 Zimmern geplant, in den übrigen Bauten waren 270 Wohnungen und knapp 20.000 Quadratmeter Büroflächen vorgesehen. Die Investitionssumme betrug rund 400 Millionen Euro. Zum Konzept gehörten „Carsharing“, „Coworking“, die Unterstützung von Start-ups und die Förderung junger Künstler.
Der Bebauungsplan basierte auf einem zwischen Juni und November 2007 durchgeführten städtebaulichen Wettbewerb und wurde in der Vollversammlung des Münchner Stadtrats am 18. Februar 2009 beschlossen. Projektträger und Grundstückseigentümer ist die Jost Hurler Beteiligungs- und Verwaltungsgesellschaft GmbH & Co. KG, der unter anderem auch das Seehotel Überfahrt gehört.

## Geschichte

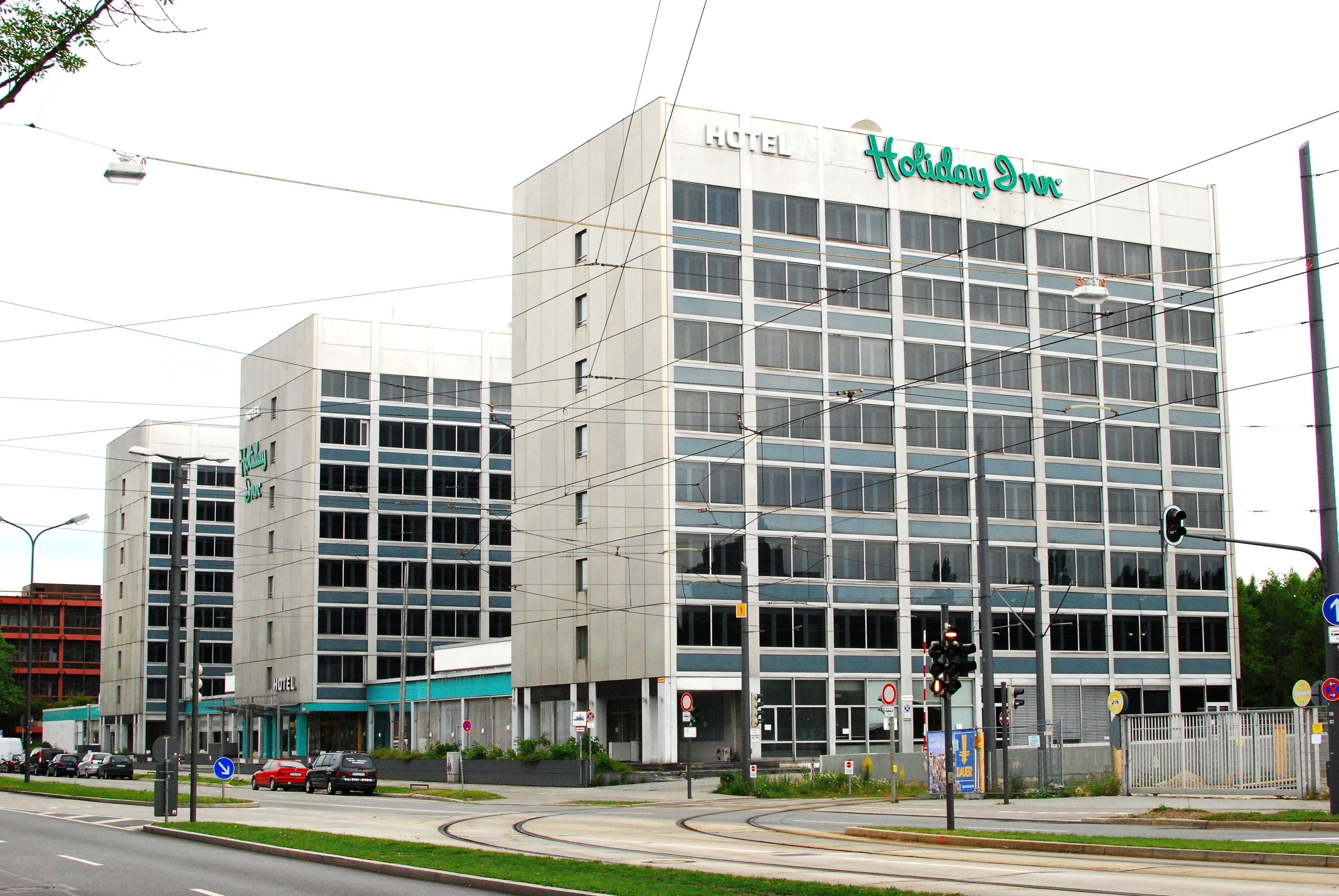
Ehemaliges Hotel Holiday Inn

Im östlichen Teil des Geländes befand sich der Güterbahnhof München-Schwabing, der 1987 stillgelegt wurde. Auf der überplanten Fläche war bis 1979 auch das Freizeit- und Einkaufszentrum Schwabylon angesiedelt. Für die Neubebauung wurden ein Metro-Großmarkt und das erste Münchner Holiday-Inn-Hotel abgebrochen, das im April 1971 eröffnet worden war. Das Hotel und der Großmarkt schlossen im Dezember 2011. In einem auslaufenden flachen Anbau des Hotels am äußersten Rande des Grundstücks befand sich eine europaweit einzigartig gebaute Disco; der ehemalige legendäre Nachtclub Yellow Submarine wurde, trotz Protesten und Bemühungen für den Erhalt aus der Bevölkerung, im Januar 2013 abgerissen, um Platz für den Neubau des Schwabinger Tors zu schaffen. Anfang 2013 begannen die Abriss- und Aushubarbeiten.

## Erster Bauabschnitt
Der Gewinner des städtebaulichen Wettbewerbes von 2007, das Architekturbüro 03 München, plante jeweils 2 Gebäude im nördlichen und südlichen Bauabschnitt an der Vorderseite hin zur Leopoldstraße und 5 Gebäude an der Rückseite hin zu einem Grünstreifen an der Berliner Straße. 

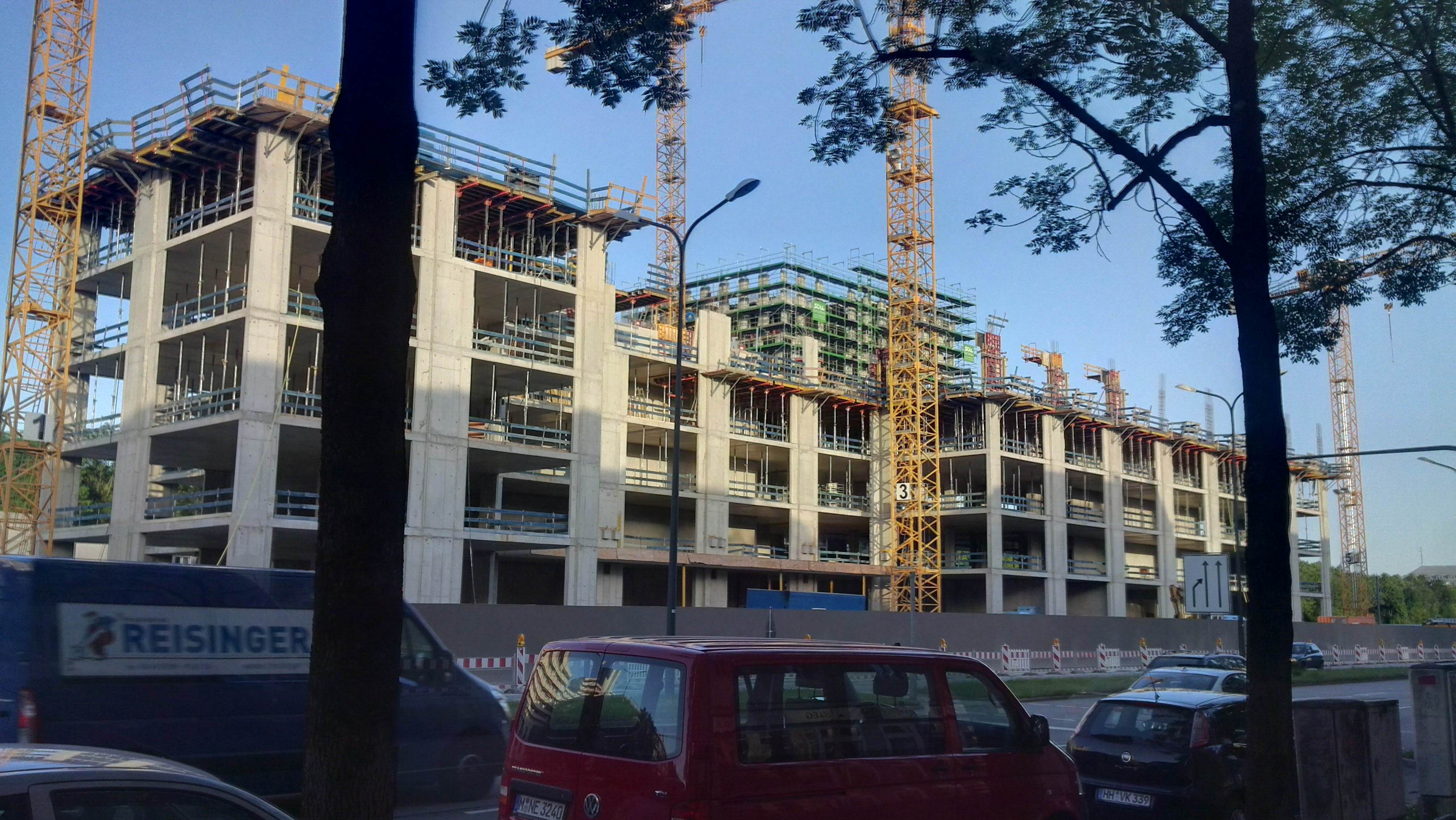
Die Baustelle im Juni 2014

Zwei Wohntürme mit 50 Metern, ein Hotel und sechsgeschossige Gebäude mit 24 Metern Höhe umrahmen einen zentralen Platz mit einer Trambahnhaltestelle. Zwei luftige Bogenkonstruktionen bilden eine Art Tor über der Haltestelle.
Als erste Gebäude wurden in dem Abschnitt nördlich der Tramgleise ein Haus mit 25 Meter Höhe sowie ein 14-stöckiges Hochhaus mit 50 Metern Höhe errichtet, für die im September 2014 Richtfest gefeiert wurde.
Der Autoverkehr wird vollkommen in die Tiefgarage unter den Gebäuden verbannt. Eine Dachbegrünung, Regenrückhaltebecken, Wärmepumpen im Erdbereich und ein Blockheizkraftwerk sorgen für eine ökologische Ausrichtung des Bauprojektes. Nur 20 % des Energieverbrauches werden nicht selbst erzeugt, sondern müssen zugekauft werden.
Neben Büro- und Gewerbeeinheiten wurden 200 Mietwohnungen geplant. Von im München-Modell geförderten Wohnungen für 500 Euro Miete reicht die Mietpreisspanne bis zu 5000 Euro Miete pro Monat für Penthouse-Wohnungen mit 180 Quadratmeter Wohnfläche. Ende 2015 war im Nordteil das erste Wohnhochhaus bezugsfertig.

## Zweiter Bauabschnitt
Im Frühjahr 2016 wurde Richtfest für den zweiten Bauabschnitt im Südteil des Schwabinger Tors gefeiert. 2017 waren bis auf das Hotel alle Gebäude fertiggestellt. 3000 Menschen finden Platz in gut 200 Wohnungen und 21 000 Quadratmetern  Büroflächen. Das Hotel beherbergt 234 Zimmer. In der Tiefgaragen können 900 Autos und 700 Fahrräder abgestellt werden.
Die Hausverwaltung und Haustechnik für das ganze Quartier bietet verschiedene Apps für eine Sharing-Kultur und eine digitale Nachbarschaft an. Es ist ein Stadtviertel entstanden, bei dem in allen Gebäuden das Erdgeschoss eine Mixtur aus Gaststätten, Einzelhandel und Nahversorgungen, die mittleren Geschosse Büros und die oberen Geschosse Wohnungen Raum bieten.
Andreas Garkisch vom Architekturbüro 03 München spricht von einer Grundidee, bei welcher die „Häuser Großstadt sein wollen“. Die Dichte lässt sich in eine Zahl fassen, die sogenannte Geschossflächenzahl (GFZ), die das Verhältnis der gebauten Geschossfläche zur Grundfläche insgesamt angibt. Sie liegt beim Schwabinger Tor bei 2,94.
Seit 2019 findet auf dem zentralen Platz vor dem Biomarkt im Nordteil ein Wochenmarkt statt. Zur Jahreswende 2020/21 wurde eine Statue vom Bildhauer Nicolai Tregor in der Grünfläche an der Berliner Straße aufgestellt. Sie bildet den Münchner Filmemacher Helmut Dietl ab.